# Agonum
Agonum är ett relativt stort släkte av jordlöpare. De flesta arter inom släktet hittar man i fuktig mark men de finns även på ängsmark och till och med åkermark.

## Systematik
Släktet har på senare tid splittrats upp i flera mindre släktet vilket kan göra det besvärligt att använda information från äldre källor.[källa behövs]
Artdatabanken har information om 25 arter av agonum, varav 18 bor och reproducerar i Sverige. Dessa 18 är alla listade som Livskraftiga.

### Arter i Sverige
- Blek kärrlöpare
- Bronskärrlöpare
- Fattigkärrlöpare
- Gulkantad kärrlöpare
- Gyttjekärrlöpare
- Juvellöpare
- Lappkärrlöpare
- Lundkärrlöpare
- Mosskärrlöpare
- Skogskärrlöpare
- Slamkärrlöpare
- Starrkärrlöpare
- Svart kärrlöpare
- Vasskärrlöpare
- Vitmosslöpare
- Ävjelöpare

### Andra arter (listade i Artdatabanken)
- Agonum exaratum
- Agonum impressum
- Agonum nigrum
- Agonum scitulum
- Agonum viridicupreum